# Limnophila tenella
Limnophila tenella är en tvåvingeart som först beskrevs av Philippi 1866.  Limnophila tenella ingår i släktet Limnophila och familjen småharkrankar. Inga underarter finns listade i Catalogue of Life.